# Chickasaw Bricktown Ballpark
Le Chickasaw Bricktown Ballpark (surnommé The Brick et auparavant Southwestern Bell Bricktown Ballpark, SBC Bricktown Ballpark et AT&T Bricktown Ballpark) est un stade de baseball situé dans le quartier de Bricktown à Oklahoma City, Oklahoma.
Depuis 1998, c'est le stade des Dodgers d'Oklahoma City, équipe de baseball de la Ligue de la côte du Pacifique affiliée aux Rangers du Texas de la MLB. Sa capacité est de 13 066 places.

## Histoire
Le Bricktown Ballpark fait partie d'un vaste programme d'amélioration du centre-ville d'Oklahoma City (Le Metropolitan Area Projects ou MAPS). Sa construction a été lancée en 1996, et l'ouverture en 1998.
Le stade, qui s'est ouvert comme Southwestern Bell Bricktown Ballpark (puis SBC Bricktown Ballpark) fut renommé après la fusion entre SBC et AT&T en janvier 2006. Le stade a remplacé le All Sports Stadium qui fut démoli en 2005.
Le stade accueille fréquemment le Big 12 Conference Tournament. Le premier Big 12 Conference Tournament a été tenu dans le All Sports Stadium en 1997 avant de se déplacer au Bricktown Park en 1998. Le tournoi a eu lieu tous les ans au Bricktown, excepté 2002 et 2004, quand il a été joué au Rangers Ballpark in Arlington à Arlington, le parc des Rangers du Texas.

## Événements
- Triple-A All-Star Game, 10 juillet 2002
- Phillips 66 Big 12 Baseball Championship

## Dimensions
- Left field (Champ gauche): 325 pieds (99 mètres)
- Left-center: 415 pieds (126 mètres)
- Center field (Champ central): 400 pieds (121 mètres)
- Right-center: 405 pieds (123 mètres)
- Right field (Champ droit): 325 pieds (99 mètres)

## Galerie

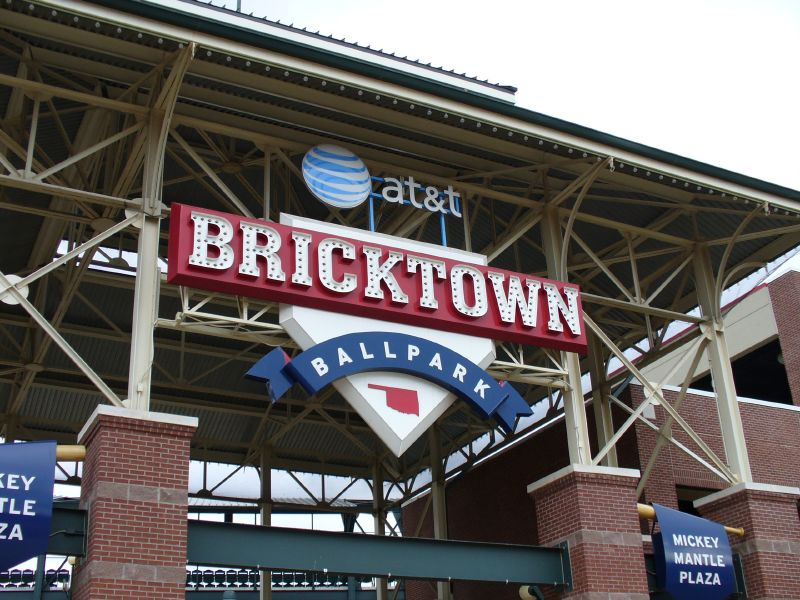
The Brick
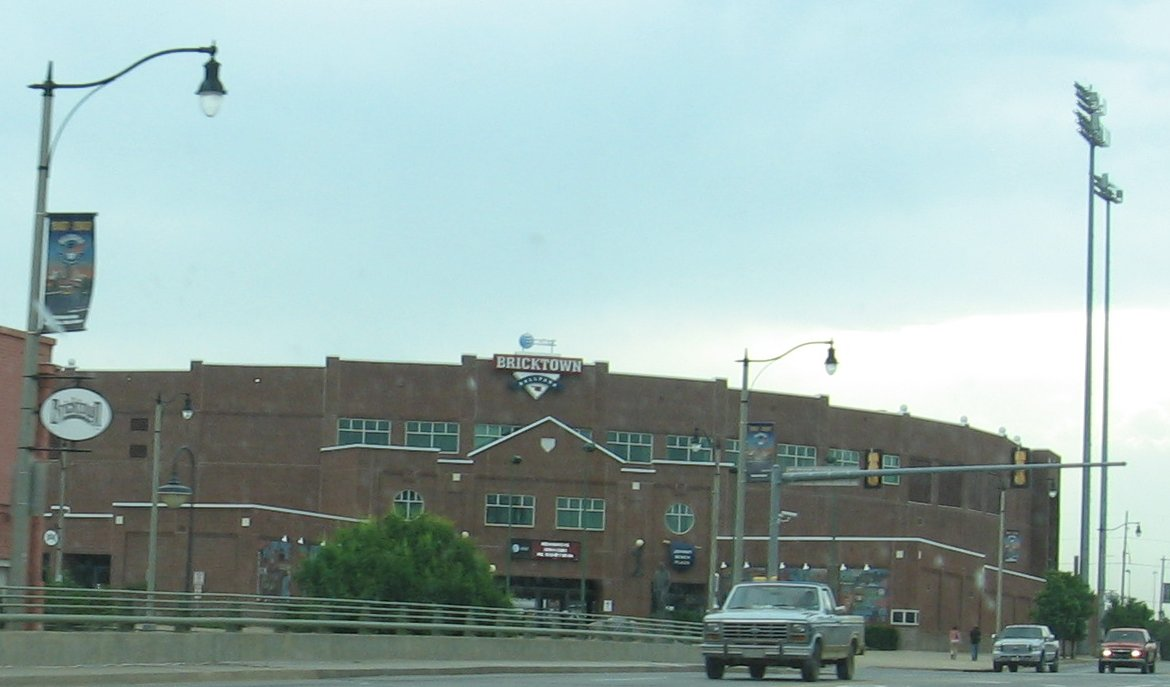
Bricktown Ballpark (5/2007)
Logo des RedHawks